# Zephyr Cove-Round Hill Village
Zephyr Cove-Round Hill Village is een plaats (census-designated place) in de Amerikaanse staat Nevada, en valt bestuurlijk gezien onder Douglas County.

## Demografie
Bij de volkstelling in 2000 werd het aantal inwoners vastgesteld op 1649.

## Geografie
Volgens het United States Census Bureau beslaat de plaats een oppervlakte van 21,2 km², waarvan 20,5 km² land en 0,7 km² water.

## Plaatsen in de nabije omgeving
De onderstaande figuur toont nabijgelegen plaatsen in een straal van 20 km rond Zephyr Cove-Round Hill Village.